# بلا إس. هانتينغتون
بلا إس. هانتينغتون هو سياسي أمريكي، ولد في 5 فبراير 1858 في روكفورد في الولايات المتحدة، وتوفي في 10 أكتوبر 1934. نشط حزبياً في الحزب الجمهوري. وقد انتخب عضو مجلس نواب أوريغون ‏.